# لوئیس مارتین
لوئیس مارتین (انگلیسی: Lewis Martin; ۱ نوامبر ۱۸۹۴ – ۲۱ فوریهٔ ۱۹۶۹) بازیگر تلویزیون و بازیگر سینما اهل ایالات متحده آمریکا بود.
از فیلم‌ها یا برنامه‌های تلویزیونی که وی در آن نقش داشته‌است می‌توان به مردی که زیاد می‌دانست، ترس ناگهانی، هودینی، جنگ دنیاها، تهمت، تک خال در آستین، ستاره‌ای در خاک و تور آبی اشاره کرد.